# Burgess Company

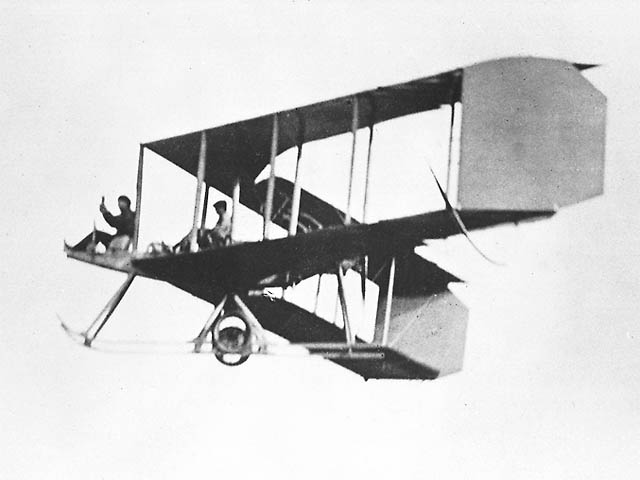
Um Burgess-Dunne, baseado num modelo anterior, o Dunne D.8.

A Burgess Company foi uma fabricante de aviões dos Estados Unidos que atuou entre 1910 e 1918.
Tendo iniciado como um empreendimento secundário de um industrial do setor naval, ela foi a primeira empresa dos Estados Unidos a ser licenciada para produzir aviões.
Seus primeiros produtos foram modelos da Wright Company, mas produziu também modelos da Curtiss e de Dunne, além de modelos próprios.

## Histórico
A Burgess Company foi incorporada em 1910 como Burgess Company and Curtis, Inc., como um empreendimento secundário do estaleiro W. Starling Burgess, de Marblehead, Massachusetts.
A Burgess Company foi a primeira fabricante de aviões licenciada dos Estados Unidos. Em 1 de fevereiro de 1911 ela recebeu a licença para fabricar os aviões da Wright Company, que detinha várias patentes aeronáuticas. A Burgess deveria pagar taxas de $ 1.000 por avião e $ 100 por voo de exibição à Wright.
Em 1912, a Burgess equipou alguns dos Wright Model F que fabricava com flutuadores, contrariando o acordo de licença que só admitia a fabricação de cópias exatas dos modelos originais. O acordo de licença com a Wright foi encerrado em comum acordo em janeiro de 1914.
Naquele mesmo mês de janeiro de 1914, a companhia passou a ser denominada Burgess Company, uma troca visando evitar confusão com a Curtiss Aeroplane and Engine Company. O maior acionista e tesoureiro continuou sendo Greeley S. Curtis. Starling Burgess projetou e fez os voos de teste dos aviões que eram fabricados em Marblehead. Greeley S. Curtis era o consultor financeiro e de engenharia da companhia, e Frank H. Russell, antigo gerente da fábrica de Dayton da Wright Company, era o gerente geral de produção. A Burgess Company foi adquirida em 10 de fevereiro de 1914 pela Curtiss Aeroplane and Motor Company. A partir disso, a Burgess Company passou a atuar como subsidiária de produção dos aviões de treinamento naval da Curtiss no final de 1916, e continuou produzindo esses aviões sob o nome Burgess durante a Primeira Guerra Mundial, até que a sua principal unidade de produção fosse destruída por um incêndio em 8 de novembro de 1918.
A Burgess forneceu hidroaviões e outros tipos de aviões para os militares. O primeiro avião em configuração por tração adquirido pelo Exército dos Estados Unidos foi um Burgess H (S.C. No. 9) em agosto de 1912. Em setembro de 1913, um hidroavião Burgess Model F, baseado num Wright Model B modificado e com flutuadores, foi entregue ao Signal Corps para uso nas Filipinas para atender a uma escola de pilotagem. O mesmo avião (S.C. No. 17) em dezembro de 1914 foi o primeiro do exército a demonstrar a comunicação de rádio terra-ar nos dois sentidos.

## Modelos fabricados
A Burgess Company construiu vários modelos para os militares dos Estados Unidos, incluindo uma longa série de Curtiss N-9 sob contrato para a sua empresa líder em 1916, construindo 681 deles para a marinha. Outros modelos fabricados pela Burgess incluíram:
- Herring-Burgess A — Controles e motorização por Augustus Herring.
- Burgess Model B — Para o exército em 1916 como o BP trainer.
- Burgess Model D — O Curtiss Model D construído sob licença.
- Burgess Model E — O Grahame-White Baby construído sob licença.
- Burgess Model F — O Wright Model B construído sob licença, cinquenta foram construídos para o exército.
- Burgess Model G — Versão modificada do Wright Model B, não chegou a ser construído.
- Burgess Model H — Seis para o exército e um hidroavião  para a marinha, todos como treinadores.
- Burgess HT-2 Speed Scout — Um para a marinha.
- Burgess HT-1 Scout — Uma para o exército usado nas Filipinas.
- Burgess Model I — Um hidroavião equipado para defesa da costa para o exército (S.C. No. 17) que também foi usado nas Filipinas.
- Burgess J Scout — Versão modificada do Wright Model C com asas curvas, um para o exército (S.C. No. 18).
- Burgess Type O Gunbus — caça biplano em configuração por impulsão, 36 construídos para o Royal Naval Air Service.
- Burgess Model S — Seis hidroaviões biplanos para a marinha.
- Burgess Model U — Seis para o exército em 1917, último produto antes da empresa encerrar as atividades.
- Burgess-Dunne — Construídos sob licença, um deles tornou-se o primeiro avião militar do Canadá. A Burgess colocou um desses biplanos sem cauda projetado por John Dunne na Inglaterra com flutuadores centrais. A Marinha dos Estados Unidos adquiriu vários AH-7 em 1914, e o exército um em dezembro de 1914 (S.C. No. 36) para substituir um hidroavião Curtiss perdido em 1913.